# Ibinda
El ibinda (o kibinda, chibinda, o tchibinda) és una llengua bantu o un grup dialectal que es parla a la Província de Cabinda, a Angola.

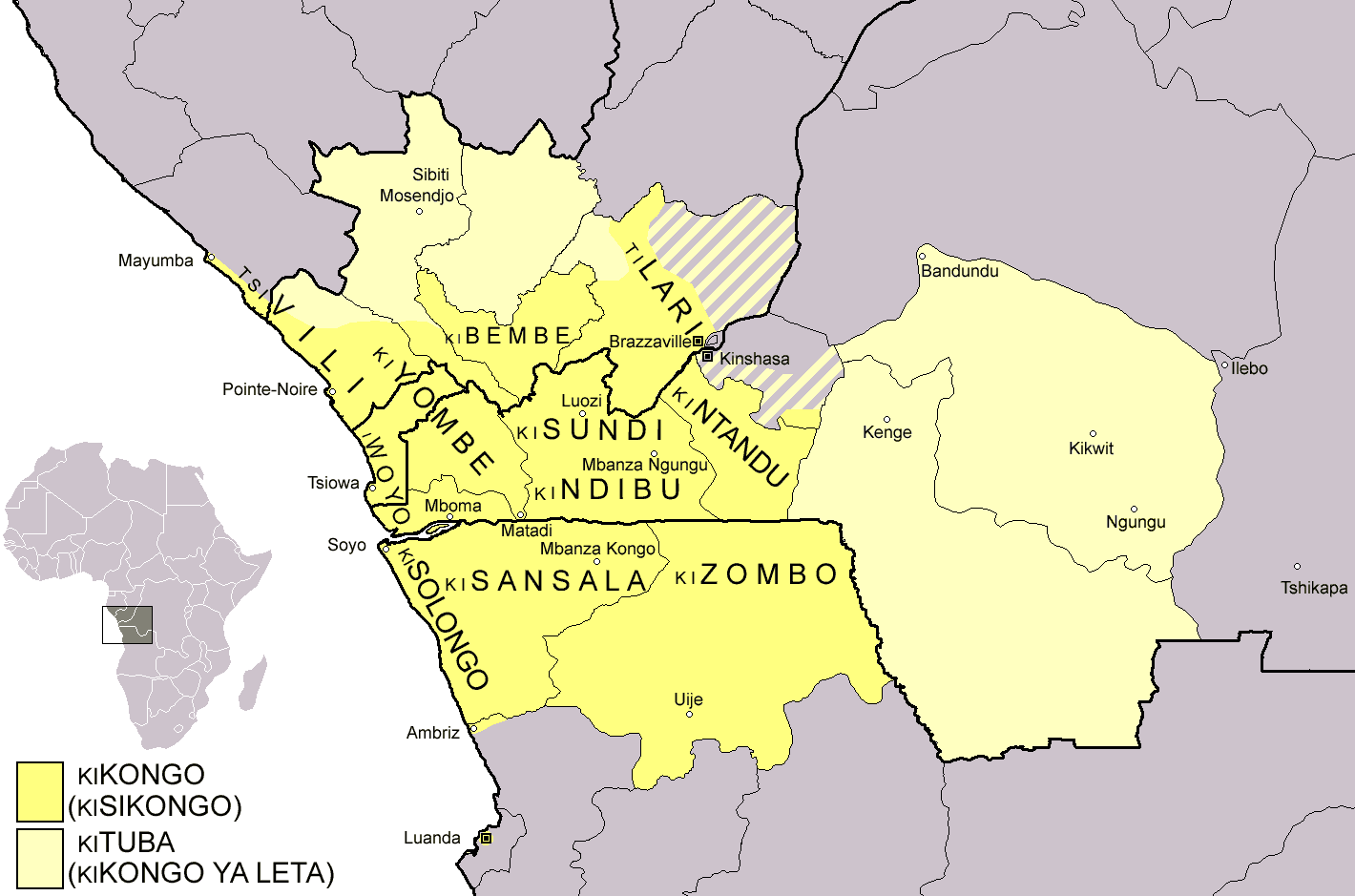
Mapa dialectal del kikongo i del kituba

Històricament, l'ibinda també ha rebut el nom de fiote, que prové del mot m'fiôte, una paraula que significa negre o persona de color. Amb aquesta paraula es referia a totes les llengües locals de Cabinda, ja que eren les que parlaven els negres. També s'utilitzava per a descriure les coses originals de Cabinda, com a sinònim de nadiu o indígena (tot allò que no tenia origen europeu era considerat "fiote": mango fiote, papaya fiote, patata fiote, etc.). De totes maneres, aquest terme és considerat pejoratiu i no agrada als cabindencs. "Als cabinencs no els agrada que els diguin fiote... (perquè) aquesta paraula era utilitzada pels portuguesos per a descriure tot allò que era inferior - una carretera dolenta es deia carretera fiote i un menjar dolent es diria menjar fiote". També hi ha persones que consideren que l'ibinda s'hauria de dir Cabinda.
Ibinda és el nom que rep el Kongo, San Salvador (Guthrie: H16d) que es parla a Cabinda. És una barreja de molts dialectes del kikongo que parlen els petits grups ètnics que viuen a la província de Cabinda. Els més importants són el iwóyo, l'ikuákongo (o kákongo), l'ikóchi, el llínji, el kiyómbe, el kisúndi i l'Ivili, que a vegades són considerats com a llengües separades de l'ibinda. Els nacionalistes independentistes de Cabinda han proposat que la llengua oficial del seu estat hauria de ser l'ibinda.